# Puerto-Rico-Specht

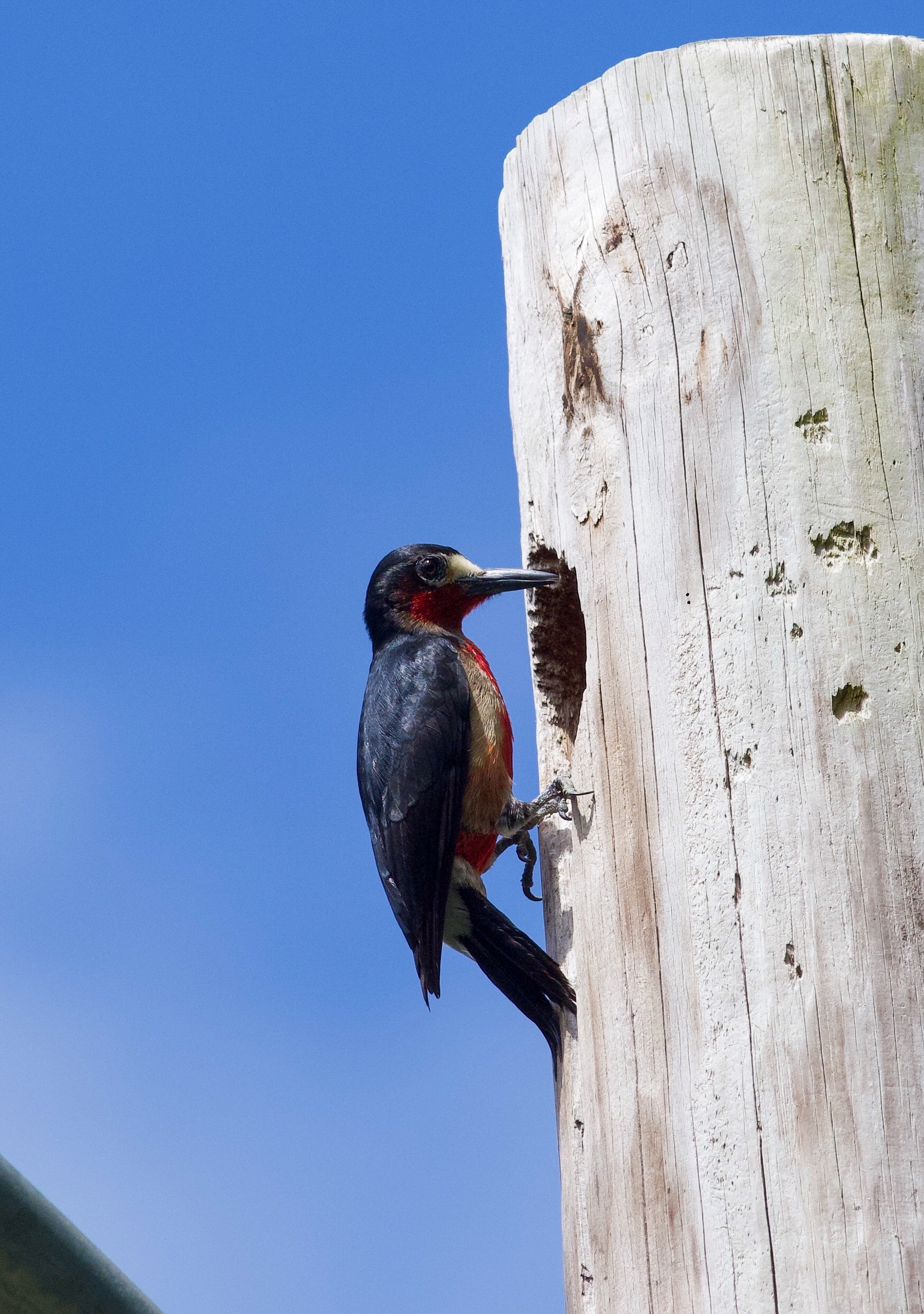
Puerto-Rico-Specht an Nisthöhle

Der Puerto-Rico-Specht (Melanerpes portoricensis), auch Scharlachbrustspecht, ist eine Vogelart aus der Familie der Spechte (Picidae). Diese recht kleine Spechtart ist ein Endemit von Puerto Rico in der Karibik und besiedelt dort Wälder aller Art. Die überwiegend an Stämmen und stärkeren Ästen gesuchte Nahrung besteht vorwiegend aus Käferlarven, Ameisen, Ohrwürmern und anderen Insekten sowie Früchten und Samen. Gelegentlich werden auch kleine Wirbeltiere gefressen. Der Puerto-Rico-Specht ist recht häufig und wird von der IUCN als  (=least concern – nicht gefährdet) eingestuft.

## Beschreibung
Puerto-Rico-Spechte sind recht kleine Spechte mit recht langem, leicht meißelförmig zugespitztem und an der Basis recht breitem Schnabel. Der Schnabelfirst ist nach unten gebogen. Die Körperlänge beträgt etwa 22 cm und das Gewicht 45–72 g; sie sind damit etwas kleiner und leichter als ein Buntspecht. Die Art zeigt im Gegensatz zu vielen anderen Spechtarten nur einen geringen Geschlechtsdimorphismus bezüglich der Färbung, Männchen sind jedoch etwas größer und um etwa 12 % schwerer als Weibchen und haben einen deutlich längeren Schnabel.
Die Tiere sind insgesamt sehr kontrastreich dreifarbig schwarz, weiß und rot gefärbt. Der untere Rücken, der Bürzel und die Oberschwanzdecken sind weiß. Die gesamte übrige Oberseite einschließlich Oberkopf, Nacken und Oberflügeldecken ist einfarbig schwarz mit blauem Glanz. Die Schwingen sind oberseits überwiegend braun-schwarz mit leicht bläulichem Glanz an den Außenkanten der Außenfahnen. Die Schirmfedern sind an der Basis der Innenfahnen in variablem Umfang weiß, die Armschwingen haben gelegentlich weiße Spitzen. Die schwarze Färbung der Oberseite ist meist bis auf die Brustseiten ausgedehnt, Brust und Bauchmitte sind ansonsten leuchtend rot. Die Flanken und die Beinbefiederung ist rötlich braun, die Unterschwanzdecken sind blassbraun. Die Unterflügeldecken sind schwarz weiß, die Unterseite der Schwingen ist braun, die des Schwanzes schwarz.
Der Schnabel ist schwärzlich, Beine und Zehen sind grau. Die Iris ist dunkelbraun.
Männchen zeigen am Schnabelgrund, auf der vorderen Stirn und in einem schmalen Ring um das Auge einen weißen Bereich, der auf der Stirn leicht rötlich überhaucht ist. Oberkopf, Nacken und die oberen Kopfseiten bis knapp unter das Auge sind wie die übrige Oberseite schwarz mit blauem Glanz, die unteren Kopfseiten, Hals und die Kehle sind wie die Brust leuchtend rot. Beim Weibchen reicht die weiße Färbung am Schnabelgrund höher auf die Stirn; Kinn, Kehle und Bartstreif sind meist braun und die rote Bauchfärbung ist meist weniger ausgedehnt und blasser und tendiert zu Orange bis Gelb. Jungvögel ähneln sehr den adulten Weibchen, die Schwarzfärbung ist jedoch weniger stark glänzend. Junge Männchen haben meist einige rote Federspitzen auf dem Oberkopf. Die innerartliche Variabilität ist sehr gering und es werden keine Unterarten anerkannt.

## Verbreitung und Lebensraum
Der Puerto-Rico-Specht ist ein Endemit von Puerto Rico in der Karibik und bewohnt dort neben der Hauptinsel auch die kleine Insel Vieques. Er ist dort die einzige Spechtart. Die Größe des Gesamtverbreitungsgebietes wird auf nur etwa 8900 km² geschätzt.
Die Art besiedelt dort Wälder aller Art, das Spektrum reicht von Kokospalmenplantagen und Mangrove an der Küste bis zu Bergwäldern. Die größte Dichte wird offenbar im Hügel- und im niedrigen Bergland erreicht.

## Lebensweise
Die Nahrung wird in Bäumen gesucht, vor allem an Stämmen und stärkeren Ästen, bei der Suche nach Früchten auch in den Baumkronen. Diese Spechte fressen vorwiegend Käferlarven, Ameisen,  Ohrwürmer und andere Insekten sowie Früchten und Samen. Gelegentlich werden auch kleine Wirbeltiere gefressen. Die Geschlechter haben unterschiedliche Strategien beim Nahrungserwerb. Männchen suchen vor allem in den niedrigen und mittelhohen Bereichen der Bäume nach Nahrung und tun dies vor allem hackend und durch die Suche in Spalten und Löchern, Weibchen bewegen sich mehr in den mittleren und oberen Teilen der Bäume und lesen Nahrung vor allem ab.

## Fortpflanzung
Puerto-Rico-Spechte brüten in Einzelpaaren. Der Höhlenbau beginnt im Januar, die Höhlen werden in abgestorbenen Ästen meist in größerer Höhe angelegt. Die Eiablage erfolgt im April und im Mai, das Gelege umfasst meist vier Eier. Die Nestlinge werden von beiden Eltern gefüttert und auch nach dem Ausfliegen noch mindestens 14 Tage lang betreut. Häufig bleiben die Familien länger zusammen.

## Bestand und Gefährdung
Angaben zur Größe des Weltbestandes gibt es nicht, die Art ist im größten Teil ihres Verbreitungsgebietes jedoch recht häufig und der Bestand ist offenbar stabil. Sie wird von der IUCN daher insgesamt als ungefährdet („least concern“) eingestuft.